# 群青日和／遭難
《群青日和／遭難》（群青日和／遭難，Ideal Days for Ultramarine / A Distress (First Run Limited Edition)）是東京事變的第一張黑膠唱片，跟第一張專輯《教育》，一起於2004年11月25日發行。總計銷售額2,281張。

## 簡介
本張專輯為東京事變首張黑膠唱片，採完全限定發行，購買者必須要在10月23日以前預約至唱片行預約，11月25日再來拿取唱片。而這張以25公分的黑膠盤收錄了單曲《群青日和》和《遭難》中的曲目，封面則是與首張專輯《教育》有異曲同工之妙，專輯《教育》是紅色的紙鶴、紅色的框，到了黑膠唱片整個就變成白色的複刻版，十分有趣。

## 曲目

### SIDE A
1. 群青日和（群青日和，Ideal Days for Ultramarine）
  - 作詞：椎名林檎　作曲：H是都M
  - 收錄於《教育》專輯中
2. 關於那個淑女的夜生活（その淑女（をんな）ふしだらにつき，The Lady Is a Tramp）
  - 翻唱曲
  - 無收錄於專輯中

原唱：Frank Sinatra（The Lady is a tramp）
作詞：Lorenz Hart　作曲：Richard Rodgers
3. 臉孔（Faces）
  - 作詞：椎名林檎　作曲：畫海幹音
  - 無收錄於專輯中

### SIDE B
1. 遭難（A Distress）
  - 作詞：椎名林檎　　作曲：椎名林檎　
  - 收錄於《教育》專輯中
2. Dynamite（ダイナマイト，Dynamite）
  - 翻唱曲
  - 無收錄於專輯中

原唱：Brenda Lee（Dynamite）
作詞：Tom Glazer　作曲：Mort Garson
3. 心（Spiritual）
  - 作詞：椎名林檎　　作曲：椎名林檎　
  - 無收錄於專輯中

## 銷售排行

### Oricon 銷售榜(日本)
| 發行日期                      | 排行榜     | 最高排名 | 第一週銷售量 | 總銷售量 | 連續上榜次數 |
| ----------------------------- | ---------- | -------- | ------------ | -------- | ------------ |
| 2004年11月25日 群青日和／遭難 | 週銷售排行 | #281     | 2,281        | 2,281    | 1週          |
| 2004年11月25日 群青日和／遭難 | 年銷售排行 | -        | 2,281        | 2,281    | 1週          |

## 發行日期
| 國家 | 發行日期       | 發行形式 | 商品編號   | 定價      |
| ---- | -------------- | -------- | ---------- | --------- |
| 日本 | 2004年11月25日 | 黑膠唱片 | TOJT-25542 | 2,500日圓 |

## 脚注